# Maxim Bouchard
Maxim Bouchard (LaSalle, 18 settembre 1990) è un tuffatore canadese.

## Biografia
Durante un allenamento nelle Filippine nel marzo 2010, la piattaforma di 10 metri su cui si trovava è crollata. Si è rotto l'omero e il polso. È stato operato e gli hanno cucito 40 punti sulla testa. Il braccio è rimasto paralizzato per 6 mesi perché il nervo radiale era stato lesionato. Dopo un anno e mezzo di riabilitazione, è tornato a tuffarsi ai campionati canadesi nel dicembre 2011 e ha vinto una medaglia di bronzo nel trampolino di 3 metri.
Ha gareggiato ai campionati mondiali di Kazan' 2015 nel concorso dei tuffi dalla piattaforma 10 metri maschile classificandosi ventesimo alle spalle del ucraino Maksym Dolhov.
Essendosi piazzato tra i primi diciotto atleti classificati nella piattaforma 10 metri nella Coppa del Mondo di tuffi del 2016 ha potuto accedere ai Giochi olimpici di Rio de Janeiro.